# Leben live
Leben live war eine Fernsehsendung des Schweizer Fernsehens zu Themen rund ums Zusammenleben. Die Sendung wurde ab dem 13. April 2007 jeweils am Freitag um 20:45 Uhr auf SF 1 ausgestrahlt und dauerte jeweils etwa 55 Minuten. Die letzte Sendung wurde am 4. Juli 2008 ausgestrahlt, danach wurde sie wegen zu wenigen Zusehern eingestellt. Am ehemaligen Sendeplatz folgte die Spitalserie Tag und Nacht. Moderiert wurde die Sendung von Fabienne Pfammatter.
Die aus 20 Personen bestehende Redaktion recherchierte wöchentlich Themen aus dem schweizerischen Alltag und referierte sie in Form von Studiogesprächen und Filmbeiträgen. Während der Livesendung im Studio 8 des Schweizer Fernsehens waren jeweils rund 40 Studiogäste als Publikum anwesend. Im Mittelpunkt der Sendung «Leben live» standen jeweils Menschen mit ihren Geschichten. Nach Erhebungen sahen wöchentlich etwa 400'000 Menschen zu.
Daniel Blickenstorfer wurde für den Beitrag Der schönste Ort der Schweiz: Lai da Palpuogna in der Sendung Leben Live von 8. Juni 2007 mit dem Ostschweizer Medienpreis des Jahres 2008 ausgezeichnet.